# 藤井章雄
藤井 章雄（ふじい あきお、1937年11月13日 - 2020年1月27日）は、日本の英語学者。

## 人物
兵庫県出身。ミズーリ大学大学院ジャーナリズム専攻修了。早稲田大学政治経済学部教授を務め、2009年名誉教授。
専門は報道英語（報道英語コミュニケーション、特に放送ニュース英語のコミュニケーション法）。日本英語コミュニケーション学会初代会長。

## 著書
- 『日本人の翻訳プロセス 日本語から英語へ』早稲田大学出版部, 1975
- 『ニュース英語がわかる本 生きた国際情報の読み方・聴き方・受け取り方』PHP研究所, 1992
- 『ニュース英語の翻訳プロセス 異文化間コミュニケーションとしての一考察』早稲田大学出版部, 1996
- 『放送ニュース英語の体系』早稲田大学出版部, 2004

### 共編著
- 『国際放送英語 第1集』編著, 秋山登志之 注釈. 南雲堂, 1965
- 『国際放送英語 第2集(トピックス編)』田草川弘共編著. 南雲堂, 1965
- 『国際放送英語 第3集(英和対照編)』田草川弘, 伊藤重昭共編著. 南雲堂, 1966
- 『国際放送英語 第4集(インタビュー編)』田丸成三, 伊藤重昭共編著. 南雲堂, 1966
- 『国際放送英語 第5集(演説編)』田丸成三, 伊藤重昭共編著. 南雲堂, 1966
- 『国際放送英語 第6集(自然科学編)』田丸成三, 伊藤重昭共編著. 南雲堂, 1967
- 『国際放送英語 第9集(アメリカ編)』田丸成三, 伊藤重昭共編著. 南雲堂, 1969
- 『国際放送英語 第10集(英作文活用編)』伊藤重昭共編著. 南雲堂, 1969
- 『新総合時事英語 演習』住友公一共編. 篠崎書林, 1973
- 『米英俗語辞典』ドナルド・キーン共編. 朝日出版社, 1981
- 『放送ニュース英語 音を読む』ジュール・デメクール A. 共著. 朝日出版社, 1983
- 『ビジネスマンのための英語実力判定テスト』編著. 朝日出版社, 1986
- 『国際化新時代の英語表現演習』Mark Jewel 共編. 朝日出版社, 1994
- 『時事英語の総合演習 1996年度版』加藤香織共編著. 朝日出版社, 1996
- 『総合ニュース英語 第2集』編著. 篠崎書林 1996
- 『時事英語の総合演習 2003年度版』藤井多希子, 内野泰子共編著. 朝日出版社, 2003
- 『時事英語の総合演習 2004年度版』内野泰子共編著. 朝日出版社, 2004
- 『時事英語の総合演習 2009年度版』加藤香織共編著. 朝日出版社, 2009